# Salim Arrache
Salim Arrache (Marsella, Francia, 19 de septiembre de 1981) es un futbolista francés, con ascendencia argelina. Juega de volante o interior izquierdo en su actual equipo Chengdu Blades de la China League One.

## Selección nacional
Es internacional absoluto con la Selección de fútbol de Argelia, ha jugado 13 partidos internacionales.

## Clubes
| Club                  | País    | Año                |
| --------------------- | ------- | ------------------ |
| RC Strasburgo         | Francia | 2003-2006          |
| Olympique de Marsella | Francia | 2006-2007          |
| Toulouse FC           | Francia | 2007-2008          |
| Stade Reims           | Francia | 2008-2009          |
| SC Bastia             | Francia | 2009-2012          |
| PAS Giannina          | Grecia  | 2010 (Cedido)      |
| Asteras Tripolis FC   | Grecia  | 2010-2011 (Cedido) |
| AC Ajaccio            | Francia | 2013-2014          |
| Chengdu Blades        | China   | 2014-Presente      |

## Palmarés

### Campeonatos nacionales
| Título                     | Club          | País    | Año  |
| -------------------------- | ------------- | ------- | ---- |
| Copa de la Liga de Francia | RC Strasburgo | Francia | 2005 |

- Datos: Q966326